# Karibi Hollandia

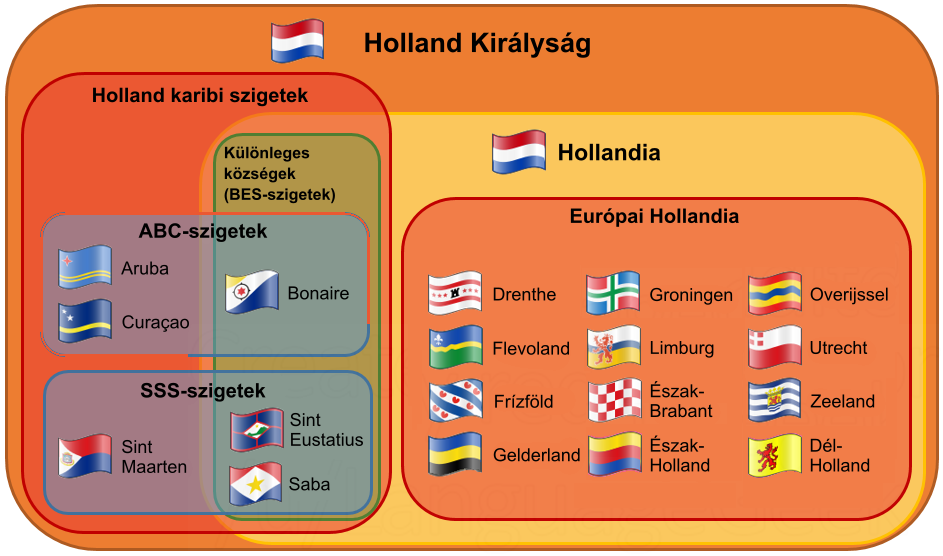
A Holland Királyság államjogi szerkezete 2010-től

A Karibi Hollandia (hollandul: Caribisch Nederland) az egykori Holland Antillák három szigetének elnevezése, melyek 2010. október 10-től Hollandia speciális községei, hivatalos néven köztestületei (hollandul: openbaar lichaam) lettek. A három sziget a Karib-tengerben található, Bonaire Arubától és Curaçaótól keletre a venezuelai partok mentén fekszik, míg Saba és Sint Eustatius Sint Maartentől délre, Saint Kitts és Nevistől északnyugatra helyezkedik el. Ismert nevük még a BES-szigetek is, melyeket a három sziget nevéből (Bonaire, Sint Eustatius, Saba) alakítottak ki. A szigetek jelenleg az Európai Unió tengerentúli országai és területei (OCT) besorolás alatt állnak, így az EU jogokat nem automatikusan alkalmazzák. Előre láthatólag 2015 folyamán átsorolják őket az EU legkülső régiói (OMR) közé (pl. Madeirához vagy a Kanári-szigetekhez hasonló státust kapnak).
A három sziget jelenlegi státusát a Holland Antillák felbomlásával nyerte el 2010. október 10-én, amikor Curaçao és Sint Maarten a Holland Királyság része lett. Így ez utóbbi két sziget, és Aruba sem tartozik tehát a Karibi Hollandiához, melynek területe így 328 km2, lakossága 21 133 fő lett.

## Közigazgatás
A különleges községek (hollandul: bijzondere gemeenten gyakorlatilag a legtöbb olyan funkciót képviselik, amelyeket a kontinentális Hollandia önkormányzatai. A végrehajtó hatalom továbbra is az alkormányzók (hollandul: gezaghebber) kezében maradt. A legmagasabb kormányzati szerv a szigettanács (hollandul: eilandsraad), melyből mindhárom szigeten található egy-egy. A holland állampolgárok jogosultak mind a hollandiai, mind a uniós választásokon szavazni.
Hivatalosan a szigeteket a holland jogrendben köztestületként (hollandul: openbare lichaam) és nem községként (hollandul: gemeente) kezelik. Ezért nem is részei egyetlen holland tartománynak sem. Ezért, a tartományi végrehajtó hatalmat két szerv, a szigettanács és egy, a kontinentális Hollandiában székelő szerv, a Karibi Hollandia Nemzeti Hivatala (hollandul: Rijksdienst Caribisch Nederland) látja el. Emiatt hívják a szigeteket különleges községeknek.
A legtöbb hollandiai törvénynek van helyi változata, például a társadalombiztosítás nem ugyanazon a szinten van, mint az európai Hollandiában.
| Zászló         | Név            | Főváros    | Terület (km²) | Népesség (31-12-2010) | Népsűrűség (per km²) |
| -------------- | -------------- | ---------- | ------------- | --------------------- | -------------------- |
| Bonaire        | Bonaire        | Kralendijk | 294           | 15 666                | 53                   |
| Sint Eustatius | Sint Eustatius | Oranjestad | 21            | 3543                  | 169                  |
| Saba           | Saba           | The Bottom | 13            | 1824                  | 140                  |
| Összesen       | Összesen       | Összesen   | 328           | 21 133                | 64                   |

### A Nemzeti Hivatal
A Karibi Hollandia Nemzeti Hivatala (hollandul: Rijksdienst Caribisch Nederland) felelősségébe tartozik az adózás, a rendőrség, a bevándorlás, a közlekedési infrastruktúra, az egészségügy, az oktatás és a társadalombiztosítás területének irányítása a szigeteken a holland kormányzat keretein belül. Ezt az ügynökséget Regionális Szolgáltatóközpontként (hollandul: Regional Servicecenter) hozták létre 2008-ban, majd 2010. szeptember 1-én vált a mai hivatallá. A jelenlegi igazgatója Sybren van Dam. A királyság képviselője (hollandul: Rijksvertegenwoordiger) – jelenleg Wilbert Stolte – képviseli Hollandia kormányát a szigeteken.

### Kapcsolata az Európai Unióval
A szigetek jelenleg nem részei az Európai Uniónak, a „tengerentúli országok és területek” (OCT státus) részét alkotják, és speciális jogosultságokkal rendelkeznek. A Lisszaboni szerződés bevezetett egy eljárást, amely szerint az Európai Tanácsnak lehetősége lenne Dánia, Franciaország vagy Hollandia tengerentúli területeinek státusát megváltoztassa tekintettel az uniós szerződések e területre való alkalmazásával. 2008 júniusában a holland kormányzat kiadott egy hatástanulmányt a jogi és gazdasági helyzet változásának lehetőségeiről az OCT státus OMR-re változása esetén. A szigetek helyzete egy ötéves átmeneti periódus után lesz felülvizsgálva, mely a Holland Antillák feloszlásával kezdődött 2010 októberében. A felülvizsgálat a „Bonaire, Sint Eustatius és Saba köztestületekről szóló törvény” hollandul: "Wet openbare lichamen Bonaire, Sint Eustatius en Saba" alapján lesz elvégezve, amiben a szigeteknek garantálták a hehetőséget a státusváltásra, így az Európai Unió közvetlen tagjává válásra.

## Földrajz
A Karibi Hollandia a Kis-Antillák része. Ebben a szigetcsoportban
- Bonaire az ABC-szigetek (Kis-Antillák) része a Szélcsendes-szigetek között, Venezuela partjainak közelében. Ezek a szigetek vulkanikus és korall eredetűek.
- Saba és Sint Eustatius a Szél felőli szigetek része. Puerto Ricótól és a Virgin-szigetektől keletre fekszenek. Vulkanikus eredetűek, dombos, mezőgazdaságra alkalmas területekkel. Legmagasabb pontja a Mount Scenery Sabán, 887 m-es magasságával ez a legmagasabb pont a Holland Királyság területén.

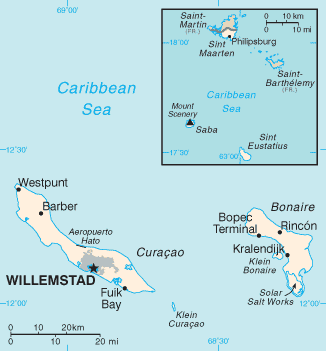
Bonaire, Sint Eustatius és Saba az egykori Holland Antillák között
Meglehetősen nagy a távolság az európai Hollandia és a Karibi Hollandia között
A karibi szigetek Hollandia részei, ezért nevezik őket Karibi Hollandiának

## Éghajlat
A szigeteken trópusi éghajlat uralkodik, egész évben meleg az idő. A Szélcsendes-szigetek melegebbek, mint a Szél felőli szigetek. Nyaranta a Szél felőli szigeteken gyakran alakulnak ki hurrikánok.

## Pénznem
2011. január 1. óta a három szigeten a hivatalos pénz az amerikai dollár (a Hollandiában használt euró helyett), amely a Holland antillákbeli forintot váltotta fel (melyet Curaçao és Sint Maarten még ma is használ a jövőben bevezetendő, tervezett karibi forint helyett). A döntés a dollár bevezetéséről 2008 novemberében született, melyet a gazdasági kapcsolatokkal magyaráztak.

## Kommunikáció
A szigetek telefonos országkódja a Holland Antillák idején használatos 599 maradt, megosztva Curaçaoóval. A bonairei telefonszámok általában 7-tel, a sabaiak 4-gyel, a Sint Eustatius-iak pedig 3-mal kezdődnek és mind hétjegyű (Curaçao a 9-es előhívószámot használja).
A Nemzetközi Szabványügyi Szervezet által elkészített ISO 3166-1 alpha-2 szabvány szerint a szigetek országkódja ISO 3166-1:BQ, a három sziget ISO 3166-2-es területkódok pedig a következők:
- Bonaire: ISO 3166-2:BQ-BO vagy ISO 3166-2:NL-BQ1
- Saba: ISO 3166-2:BQ-SA vagy ISO 3166-2:NL-BQ2
- Saint Eustatius: ISO 3166-2:BQ-SE vagy ISO 3166-2:NL-BQ3

A szigeteknek 2010-ben az ISO szabvány alapján az IANA létrehozta a .bq internet domaint, ami azonban máig nincs használatban, és nem is tudni, hogy valaha használni fogják-e. Jelenleg a weboldalaknál a Holland Antillákhoz tartozó .an, vagy a Hollandiához tartozó .nl domaint használják.